# Seppois-le-Haut
Seppois-le-Haut är en kommun i departementet Haut-Rhin i regionen Grand Est (tidigare regionen Alsace) i nordöstra Frankrike. Kommunen ligger i kantonen Hirsingue som tillhör arrondissementet Altkirch. År 2022 hade Seppois-le-Haut 504 invånare.

## Befolkningsutveckling
Antalet invånare i kommunen Seppois-le-Haut
| Referens: INSEE |